# William Derham
William Derham (Wychavon, 26 de novembro de 1657 - Upminster, 5 de Abril de 1735) foi um clérigo inglês e filósofo natural que produziu as primeiras estimativas razoavelmente precisas da velocidade do som.

## Vida
William Derham era o filho de Thomas Derham e nasceu na Paróquia de Stoulton, Wychavon, em Worcestershire, Inglaterra. Foi educado em Blockley, Gloucestershire e no Trinity College, Oxford, entre 1675 a 1679. Foi ordenado em 29 de maio de 1681. Em 1682, tornou-se vigário de Wargrave, Berkshire e entre 1689 a 1735 foi reitor em Upminster, Essex. Em Upminster, em 1716, se tornou cônego de Windsor. Registros sacrísticos mostram que ele dividiu seu tempo entre esses dois locais. Os registros na Igreja de São Lourenço em Upminster datam seu enterro em 1735, mas o local exato de seu túmulo é desconhecido e não há nenhum memorial em sua homenagem na igreja.

## Trabalho
Em 1696, ele publicou seu Artificial Clockmaker, que passou por sucessivas edições. A mais conhecida de suas obras subsequentes são Physico-Theology, publicado em 1713; Astro-Theology, de 1714, e Christo-Theology, de 1730. Todos os três livros são argumentos teleológicos para o ser e os atributos de Deus, e foram usados por William Paley quase um século mais tarde. No entanto, esses livros também incluem trechos de observações científicas originais. Por exemplo, Physico-Theology contém o reconhecimento da variação natural dentro de cada espécie e que ele sabia que o didelphis virginiana era o único marsupial da América do Norte. Da mesma forma, Astro-Theology inclui nebulosas diversas recém-identificadas, embora um ou dois agora sejam conhecidas como aglomerados de estrelas; seu telescópio de aproximadamente 5 metros (16 pés), que também era usado para medir a velocidade do som, estava no topo da torre da Igreja de São Lourenço, onde as portas para o recinto do telescópio ainda estão no lugar.
Em 3 de fevereiro de 1703, Derham foi eleito membro da Royal Society. Foi professor de Robert Boyle entre 1711 e 1712. Seu último trabalho conhecido, intitulado A Defence of the Church's Right in Leasehold Estates, foi publicado em 1731. Mas além dos trabalhos publicados em seu próprio nome, Derham contribuiu como co-autor em vários trabalhos para a Transactions of the Royal Society, revisou o Miscellanea Curiosa, editou a correspondência e escreveu uma biografia de John Ray e a Natural History de Eleazar Albin. Publicou alguns dos manuscritos de Robert Hooke, o filósofo natural. Sua observações meteorológicas em Upminster (no Philosophical Transactions of the Royal Society) estão entre os primeiros registros meteorológicos da Inglaterra.